# IC 5314
IC 5314 ist eine kompakte Galaxie vom Hubble-Typ C mit aktivem Galaxienkern im Sternbild Pegasus am Nordsternhimmel. Sie ist schätzungsweise 501 Millionen Lichtjahre von der Milchstraße entfernt und hat einen Durchmesser von etwa 75.000 Lichtjahren. 

Im selben Himmelsareal befinden sich u. a. die Galaxien NGC 7571, NGC 7598, NGC 7602, IC 5312.
Das Objekt wurde am 3. November 1896 von Stéphane Javelle entdeckt.